# ألعاب الأقزام العالمية

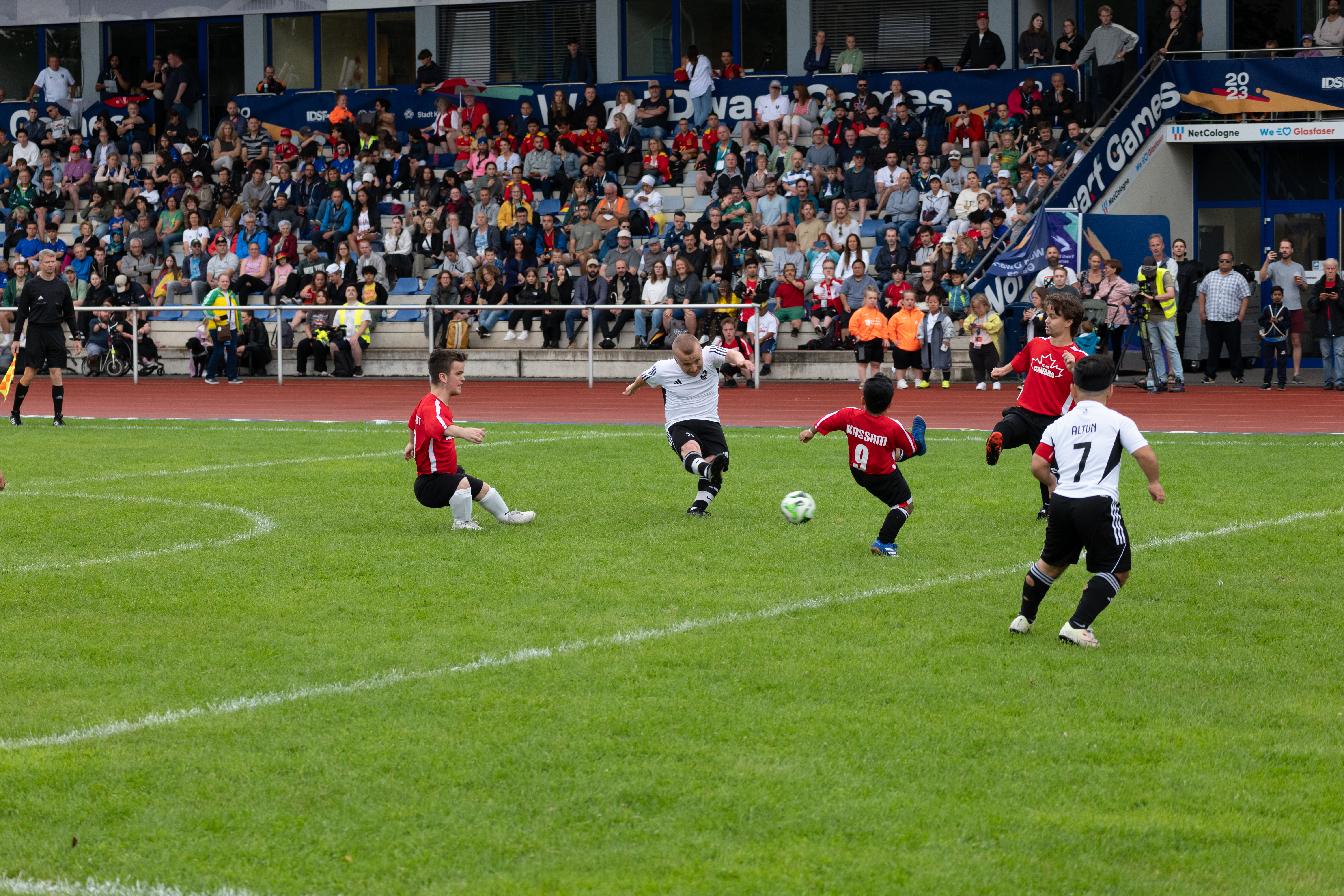
ألمانيا – كندا، ملعب نت كولونيا، كولونيا 2023

ألعاب القزامة العالمية او ألعاب الأقزام العالمية  هي حدث رياضي متعدد للرياضيين ذوي القامة القصيرة. تقام ألعاب القزامة العالمية كل أربع سنوات منذ عام 1993 وهي أكبر حدث رياضي في العالم حصريًا للرياضيين الذين يعانون من خلل التنسج الهيكلي. يبدأ العديد من الرياضيين البارالمبيين الذين يعانون من اضطرابات النمو مسيرتهم الرياضية هنا.

## التاريخ
في عام 1986، أقيمت أول مسابقة دولية للأشخاص قصار القامة. في عام 1993، اتحدت 10 منظمات وأطلقت أول ألعاب قزامة عالمية. أقيمت هذه الألعاب في شيكاغو بالولايات المتحدة الأمريكية. ثم أسست اتحادات هذه الدول العشر مجتمعة الـ IDSF (الاتحاد الدولي لرياضة القزامة)، والذي يدعم منذ ذلك الحين جمعية مضيفة تنظم ألعاب القزامة العالمية كل أربع سنوات في بلدها. تهدف ألعاب القزامة العالمية إلى تحفيز الأشخاص الذين يقل طولهم عن 1.50 متر من جميع أنحاء العالم للمشاركة في الألعاب الرياضية. يمكن للأفراد قصار القامة المشاركة في الألعاب البارالمبية، ولكن فقط في أحداث مثل ألعاب القوى والسباحة ورفع الأثقال. خلال ألعاب القزامة العالمية، تتاح للرياضيين الفرصة للمشاركة في مجموعة أوسع من الرياضات، بما في ذلك كرة القدم وكرة السلة وهوكي الأرض والكرة الطائرة وألعاب القوى والسباحة وبوتشيا والنبالة وتنس الطاولة والريشة الطائرة ورفع الأثقال.
في أحدث نسخة عام 2023 في حرم جامعة الرياضة الألمانية وفي مجمع مونجرسدورف الرياضي في كولونيا، شارك أكثر من 500 شخص من 25 دولة، وحضر الحدث أكثر من 2000 مشجع. كان من المخطط أصلاً لهذه النسخة أن تقام في عام 2021 ولكن كان لا بد من تأجيلها بسبب جائحة فيروس كورونا. من المقرر أن يقام الحدث التالي في عام 2027 في أستراليا.
يعزى نمو الحدث إلى زيادة وضوح رياضات ذوي الإعاقة بعد دورة الألعاب البارالمبية لعام 2012. يعزز الحدث الاندماج، معترفًا بالقدرات بدلاً من الإعاقات، وقد ألهم رياضيين مثل إيلي سيموندز، السباحة الحائزة على الميدالية الذهبية، كلير كيفر، رافعة الأثقال البارالمبية وجاهمني سوانسون، لاعب هارلم غلوبتروترز. توفر الألعاب منصة للرياضيين الطموحين للمشاركة في الألعاب البارالمبية.

## الاتحاد الدولي لرياضة القزامة
يشرف الاتحاد الدولي لرياضة القزامة على تنظيم ألعاب القزامة العالمية. يتتبع هدفه التطور التاريخي لمشاركة الأقزام في الرياضة، مسلطًا الضوء على التحديات الأولية مثل الاستبعاد وتدني احترام الذات. تهدف منظمات رياضة القزامة التابعة للاتحاد الدولي لرياضة القزامة، بما في ذلك DAAA و DAAUK و IDSF ونظيراتها العالمية، إلى تزويد الأشخاص الصغار بفرص متكافئة في الرياضة، مما يؤدي إلى آثار إيجابية على الاندماج واحترام الذات والشعور بالإنجاز.

## النسخ
| السنة | المدينة                       | المستضيف                                                         | عدد الدول          | عدد الرياضيين      |
| ----- | ----------------------------- | ---------------------------------------------------------------- | ------------------ | ------------------ |
| 1993  | شيكاغو، الولايات المتحدة      | جمعية رياضة القزامة الأمريكية (DAAA)                             | 10                 | 165                |
| 1997  | بيتربرة، المملكة المتحدة      | جمعية رياضة القزامة في المملكة المتحدة (DSAUK)                   | 6                  | 83                 |
| 2001  | تورونتو، كندا                 | الأشخاص الصغار في كندا (LPC)                                     | 8                  | 250                |
| 2005  | رامبوييه، (بالفرنسية)         | France Nano Sports/L' Association des Personnes de Petite Taille | 14                 | 136                |
| 2009  | بلفاست، المملكة المتحدة       | جمعية رياضة القزامة في أيرلندا الشمالية (DAANI)                  | 12                 | 250                |
| 2013  | إيست لانسنغ، الولايات المتحدة | جمعية رياضة القزامة الأمريكية (DAAA)                             | 17                 | 395                |
| 2017  | جويلف، كندا                   | لجنة ألعاب القزامة العالمية الكندية                              | 17                 | 450                |
| 2023  | كولونيا، ألمانيا              | Bundesverband Kleinwüchsige Menschen und ihre Familien (BKMF)    | 25                 | 530                |
| 2027  | سيتم تحديدها لاحقاً، أستراليا  | Short Statured People of Australia (SSPA)                        | سيتم تحديدها لاحقاً | سيتم تحديدها لاحقاً |

## ألعاب القزامة العالمية 2013

### الدول المشاركة
16 دولة:
- أستراليا (33)
- البرازيل (5)
- بلغاريا (1)
- كندا (25)
- فنلندا (1)
- فرنسا (2)
- ألمانيا (4)
- بريطانيا العظمى (81)
- المجر (1)
- الهند (16)
- أيرلندا (14)
- هولندا (3)
- صربيا (1)
- إسبانيا (1)
- سريلانكا (1)
- الولايات المتحدة (204)

### الرياضات
16 رياضة:
- ألعاب القوى
- السباحة
- رياضات الرماية
- رفع الأثقال
- الريشة الطائرة
- تنس الطاولة
- التنس (ترفيهي)
- بوتشيا
- النبالة
- كرلنغ (كورلينج) *
- هوكي الأرض
- كرة القدم
- كرة السلة
- الكرة الطائرة
- كرة القدم الأمريكية بالعلم (ترفيهي)
- صيد أسماك القاروس (ترفيهي)

- الكورلينج هو شكل معدل من لعبة الكيرلنغ الأصلية، تم تكييفه بحيث يمكن لعبه في الداخل على أي سطح أملس ومستو، مثل قاعة رياضية، بدلاً من الجليد.

### جدول الميداليات
*   البلد المضيف (مضيف)
| المرتبة | بلد     | ذهبية | فضية | برونزية | المجموع |
| ------- | ------- | ----- | ---- | ------- | ------- |
| 1       | USA     | 158   | 110  | 112     | 380     |
| 2       | GBR     | 72    | 69   | 51      | 192     |
| 3       | AUS     | 44    | 19   | 14      | 77      |
| 4       | CAN     | 35    | 19   | 11      | 65      |
| 5       | IRL     | 17    | 11   | 9       | 37      |
| 6       | IND     | 10    | 8    | 5       | 23      |
| 7       | IOC     | 6     | 6    | 4       | 16      |
| 8       | GER     | 6     | 3    | 1       | 10      |
| 9       | ESP     | 4     | 1    | 1       | 6       |
| 10      | BRA     | 4     | 0    | 0       | 4       |
| 11      | NED     | 3     | 1    | 1       | 5       |
| 12      | FIN     | 2     | 2    | 0       | 4       |
| 13      | SRI     | 2     | 0    | 0       | 2       |
| 14      | FRA     | 1     | 1    | 5       | 7       |
| 15      | SRB     | 0     | 2    | 0       | 2       |
| 16      | HUN     | 0     | 0    | 2       | 2       |
| 17      | BUL     | 0     | 0    | 0       | 0       |
| المجموع | المجموع | 364   | 252  | 216     | 832     |

- MIX – فرق دول مختلطة

## ألعاب القزامة العالمية 2017

### جدول الميداليات[6]
*   البلد المضيف (مضيف)
| المرتبة | بلد     | ذهبية | فضية | برونزية | المجموع |
| ------- | ------- | ----- | ---- | ------- | ------- |
| 1       | USA     | 116   | 92   | 85      | 293     |
| 2       | GBR     | 80    | 56   | 65      | 201     |
| 3       | CAN     | 41    | 39   | 25      | 105     |
| 4       | AUS     | 34    | 15   | 8       | 57      |
| 5       | FRA     | 16    | 15   | 10      | 41      |
| 6       | IND     | 15    | 10   | 12      | 37      |
| 7       | ESP     | 14    | 17   | 0       | 31      |
| 8       | NED     | 14    | 2    | 6       | 22      |
| 9       | GER     | 8     | 7    | 11      | 26      |
| 10      | IRL     | 4     | 8    | 1       | 13      |
| 11      | NZL     | 3     | 0    | 0       | 3       |
| 12      | FIN     | 2     | 2    | 2       | 6       |
| 13      | RUS     | 2     | 1    | 1       | 4       |
| 14      | KAZ     | 1     | 2    | 1       | 4       |
| 15      | PER     | 1     | 1    | 0       | 2       |
| 16      | SUI     | 0     | 1    | 0       | 1       |
| 17      | AUT     | 0     | 0    | 1       | 1       |
| 17      | HUN     | 0     | 0    | 1       | 1       |
| 19      | CHI     | 0     | 0    | 0       | 0       |
| المجموع | المجموع | 351   | 268  | 229     | 848     |

## الانتماءات
يحافظ الاتحاد الدولي لرياضة القزامة – IDSF، المنظمة المسؤولة عن تنظيم ألعاب القزامة العالمية، على انتماءات وعلاقات مع المنظمات التالية:
- جمعية رياضة القزامة في المملكة المتحدة
- جمعية رياضة القزامة الأمريكية
- اللجنة الأولمبية الأمريكية
- الأشخاص الصغار في أمريكا
- الأشخاص الصغار في كندا
- الاتحاد الألماني للأشخاص قصار القامة وعائلاتهم
- جمعية الأشخاص قصار القامة (هولندا)
- جمعية الأشخاص قصار القامة (فرنسا)
- مؤسسة بيلي بارتي

## الإعلام

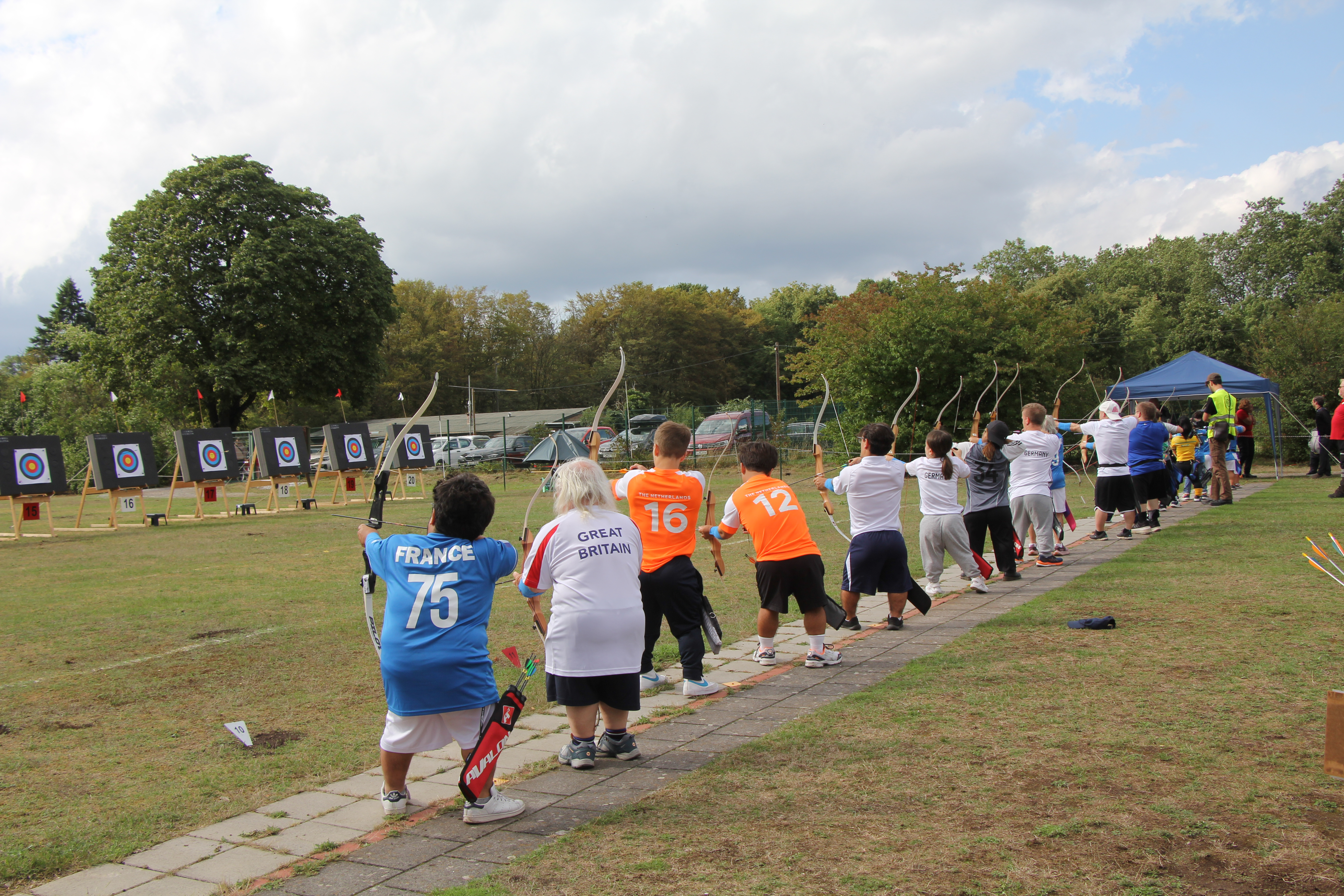
النبالة في كولونيا (2023)

اجتذب الحدث اهتمامًا إعلاميًا دوليًا، حيث قامت فرق تلفزيونية دولية مختلفة بالتغطية وأنتجت العديد من الأفلام الوثائقية لزيادة الوعي. ساهمت هذه التغطية الإعلامية الواسعة في زيادة الوعي والاعتراف بألعاب القزامة العالمية في هولندا وخارجها، بما في ذلك:
- قناة ناشونال جيوغرافيك – عالم صغير بشكل لا يصدق (2014)[8]
- La Lupa Produccions (إسبانيا) – نظرة إلى الأعلى (2014)[9]

في المملكة المتحدة، غطت بي بي سي (BBC) العديد من النسخ على نطاق واسع. في أستراليا، غالبًا ما غطت هيئة الإذاعة الأسترالية ألعاب القزامة العالمية على نطاق واسع. في كندا، غطت وسائل الإعلام الإخبارية مثل CBC الرياضيين المحليين. في عام 2023، أرسل رئيس الوزراء، جاستن ترودو، رسالة دعم للرياضيين المشاركين من كندا. في هولندا، كان هناك تقليدياً اهتمام إعلامي كبير مخصص لألعاب القزامة العالمية (WDG). غطت قنوات إعلامية مختلفة، بما في ذلك NOS، الحدث على نطاق واسع في 2013، 2017 وكذلك 2023.
في بلجيكا، تم تغطية ألعاب القزامة العالمية في Gazet van Antwerpen وHet Nieuwsblad.
ظهرت ألعاب القزامة العالمية في عدد من حلقات المسلسل التلفزيوني الأمريكي ليتل بيبول بيغ وورلد على TLC. تضمن العرض، الذي يركز على أعضاء عائلة رولوف الأقزام، عددًا من الحلقات التي شارك فيها أفراد من العائلة في أحداث ألعاب القزامة العالمية.

## معرض الصور

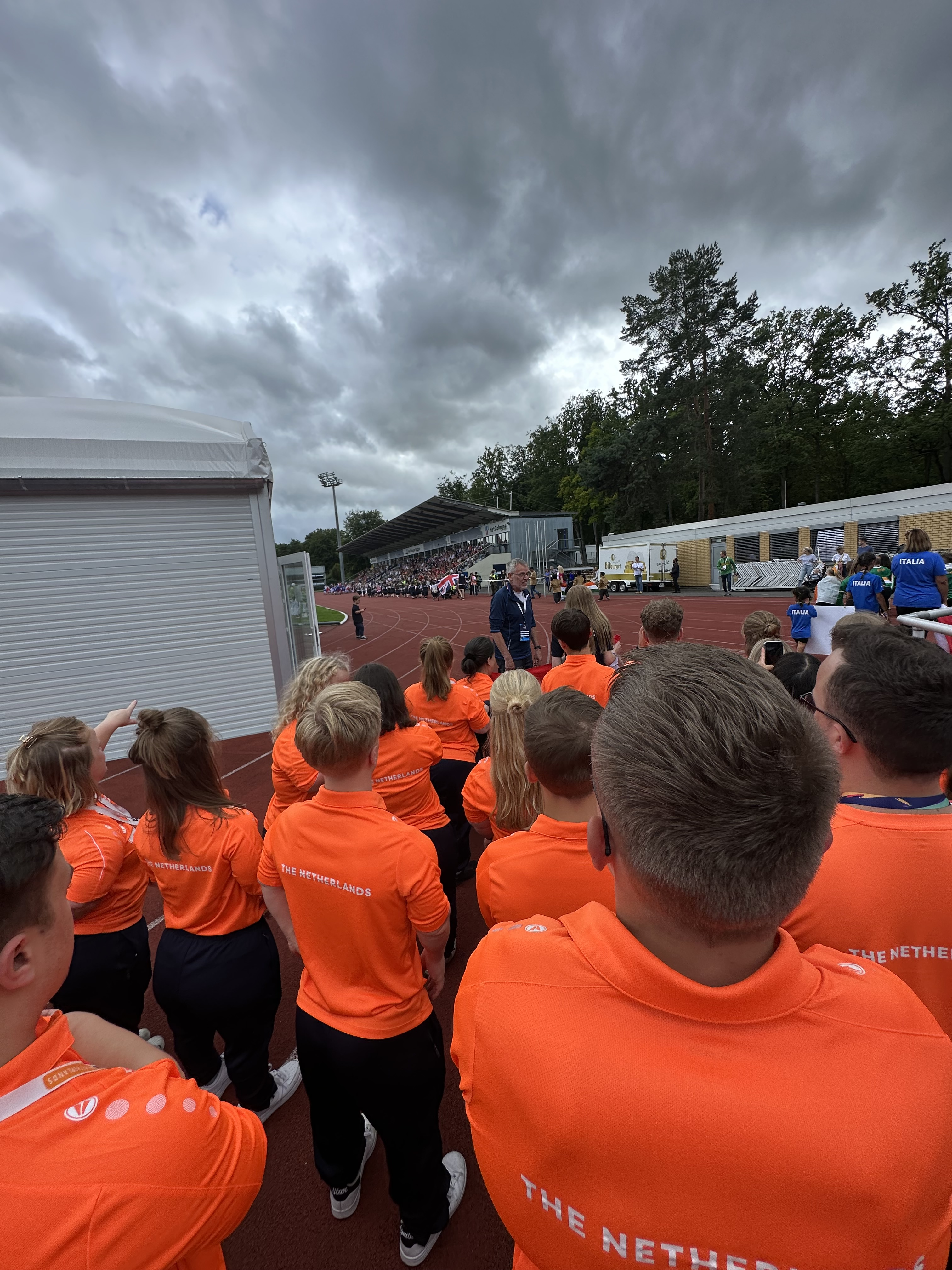
فريق هولندا خلال حفل افتتاح ألعاب القزامة العالمية في كولونيا (2023)
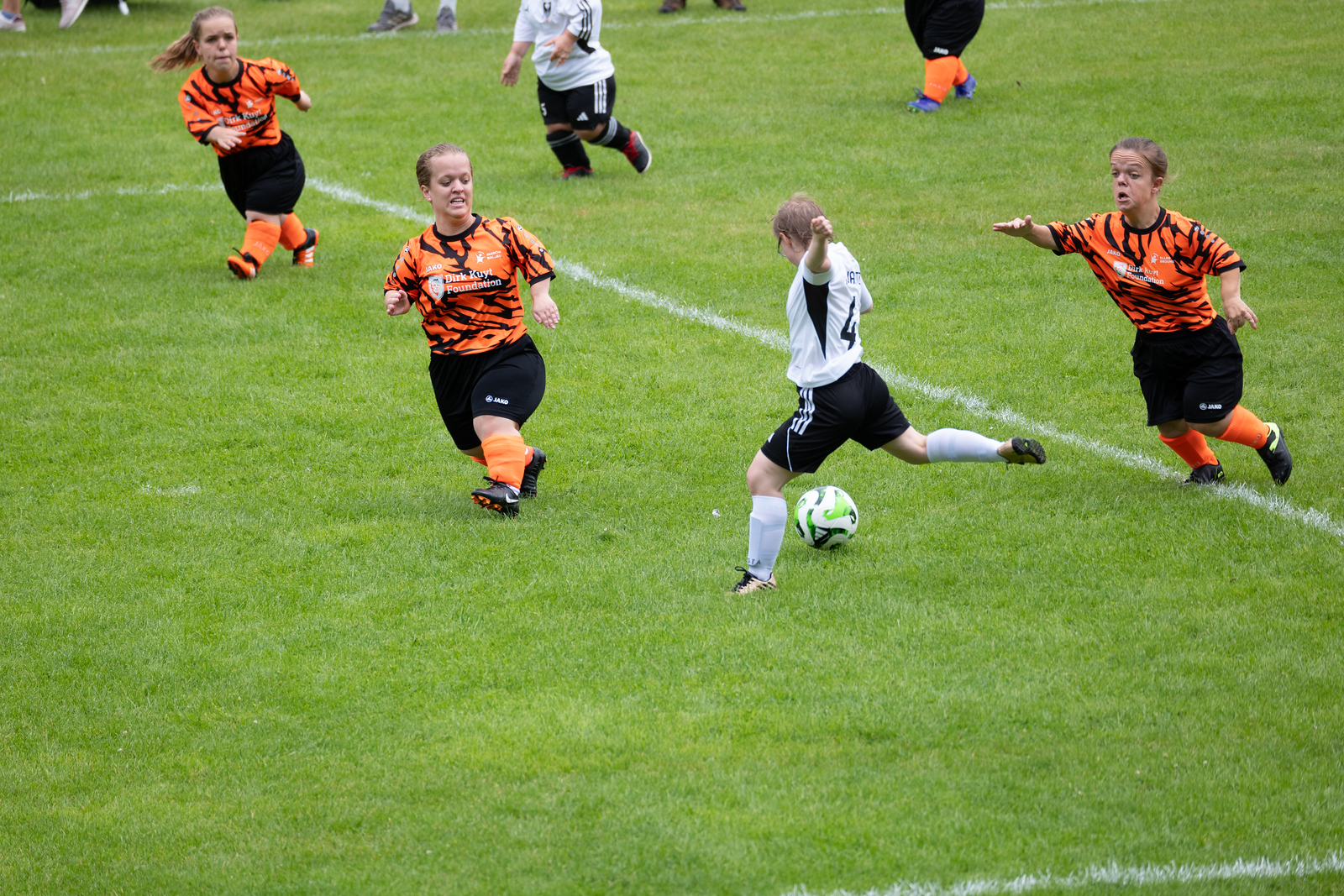
كرة القدم للسيدات في كولونيا. نهائي ألمانيا - هولندا (2023)
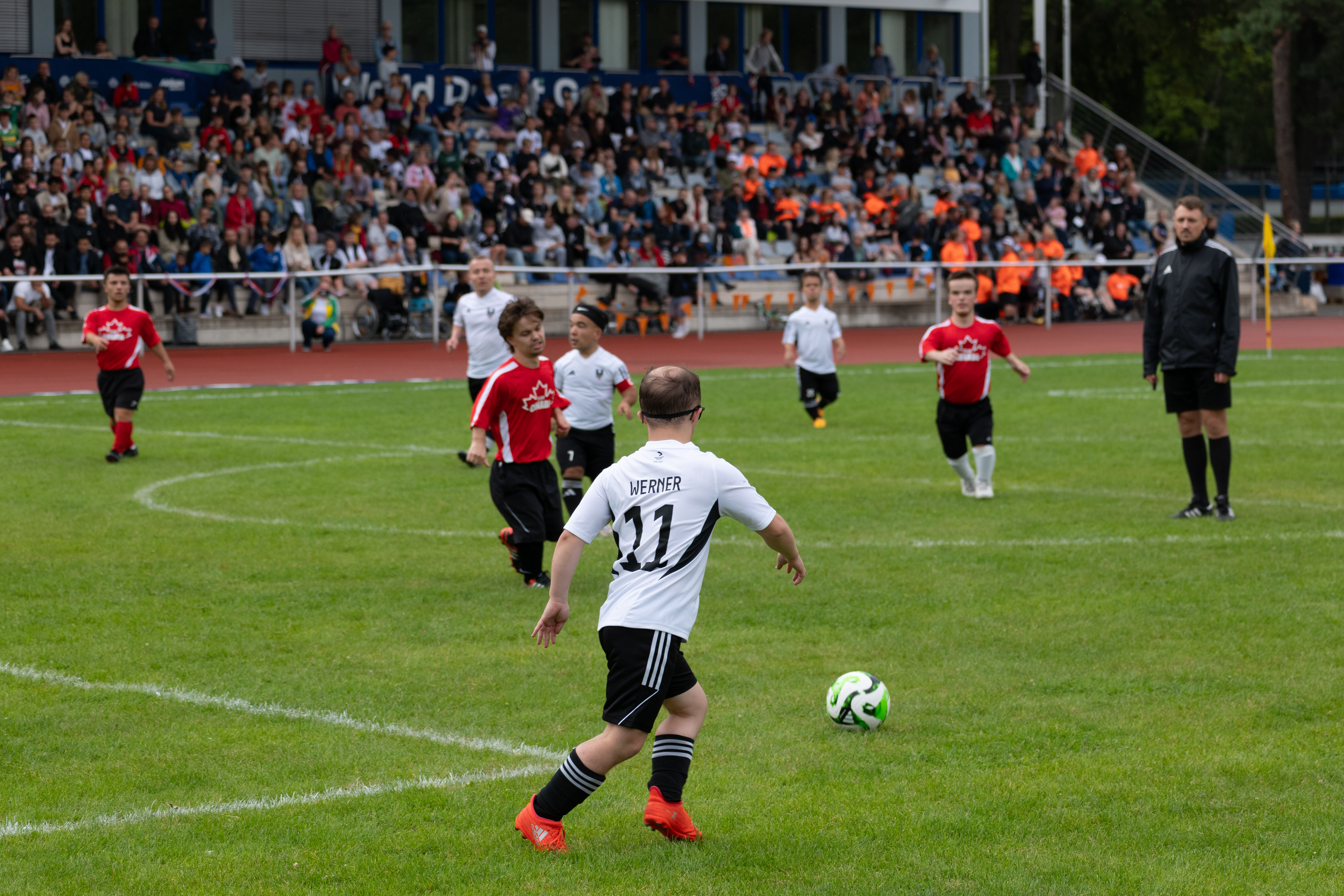
كرة القدم للرجال في كولونيا. نهائي ألمانيا - كندا (2023)
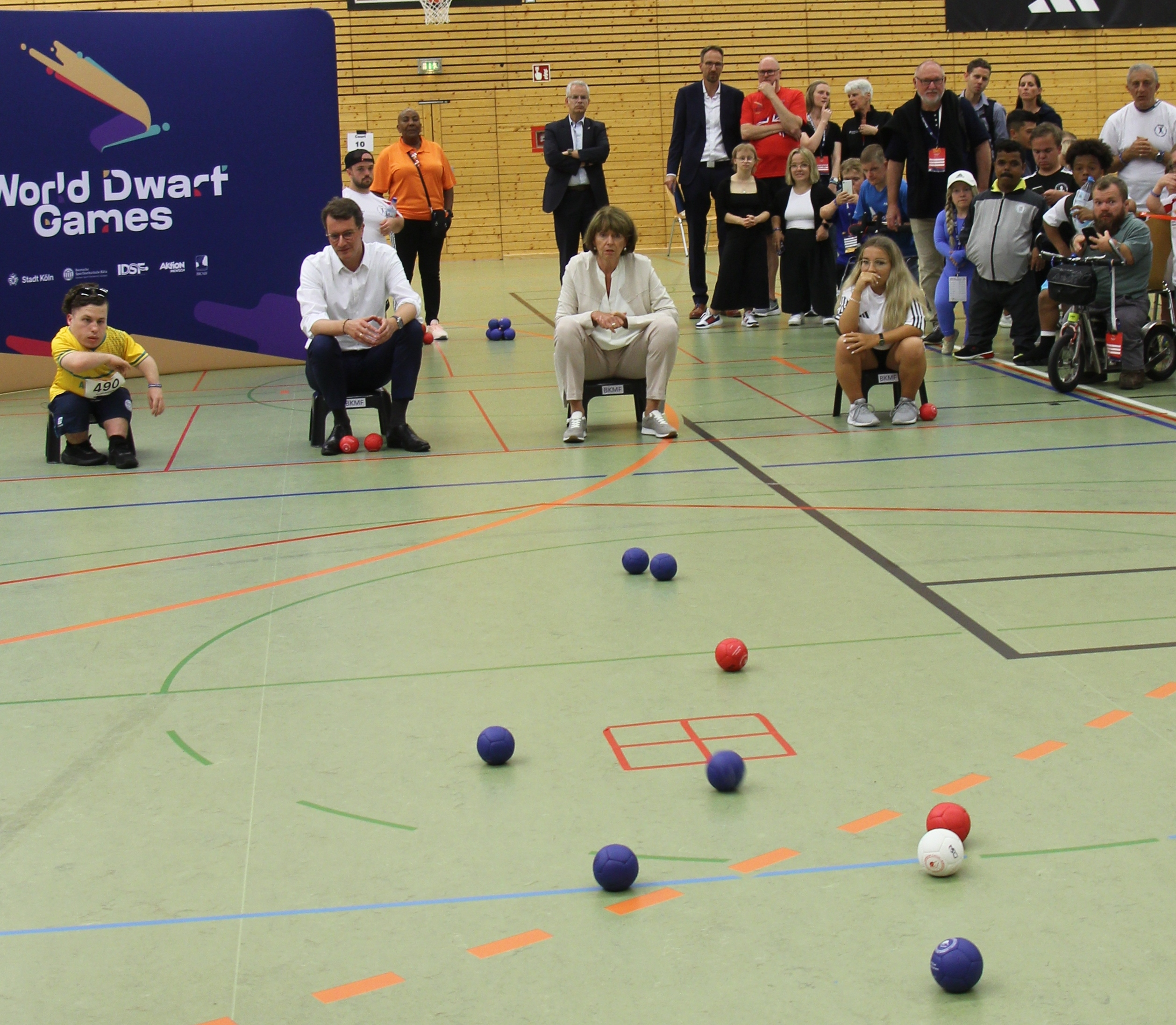
بوتشيا بمشاركة هنرييته ريكر وهندريك فوست (2023)
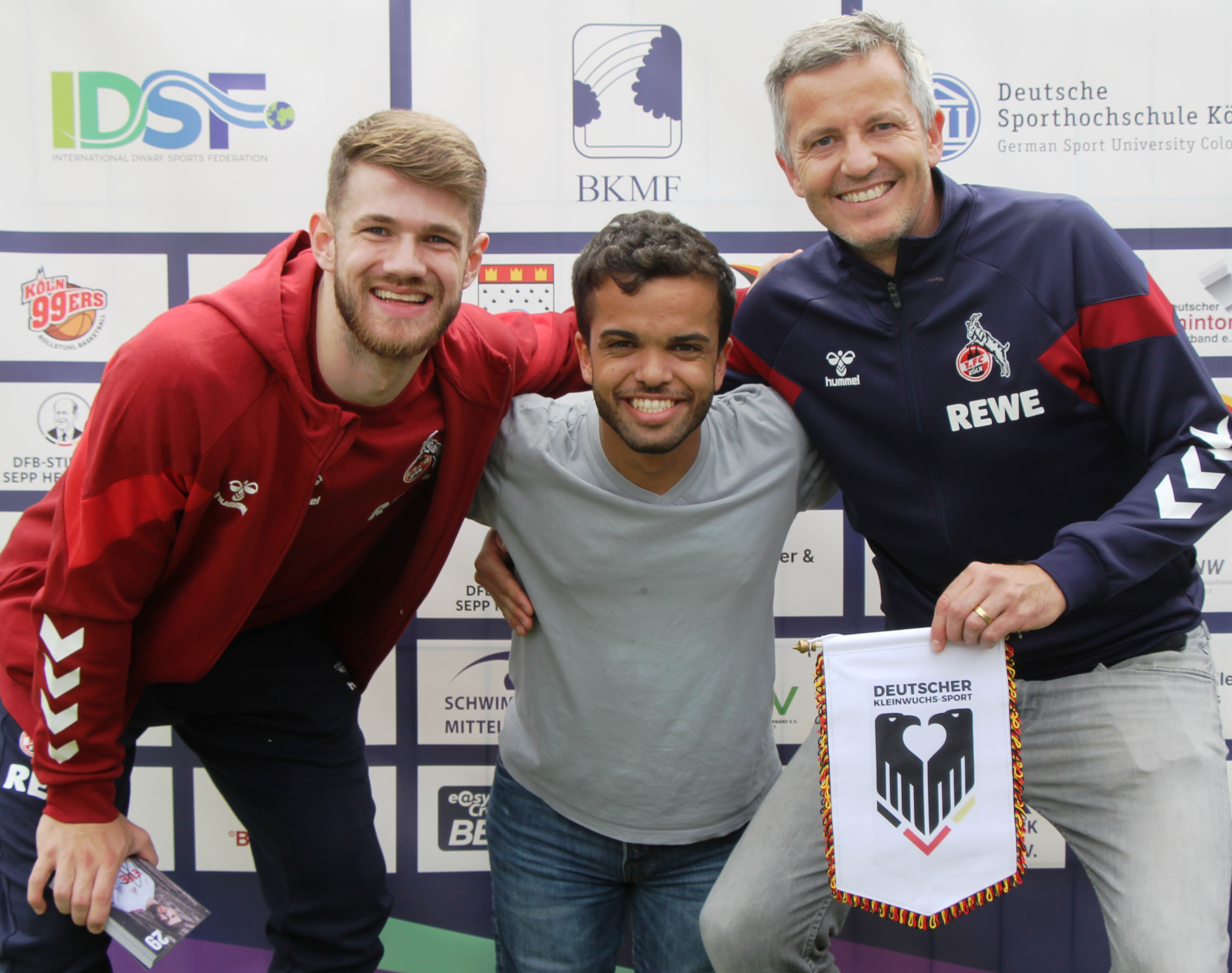
مشاركة نادي 1. FC Köln (من اليسار إلى اليمين: يان ثيلمان، ماريب الدويس، فيليب توروف) (2023)
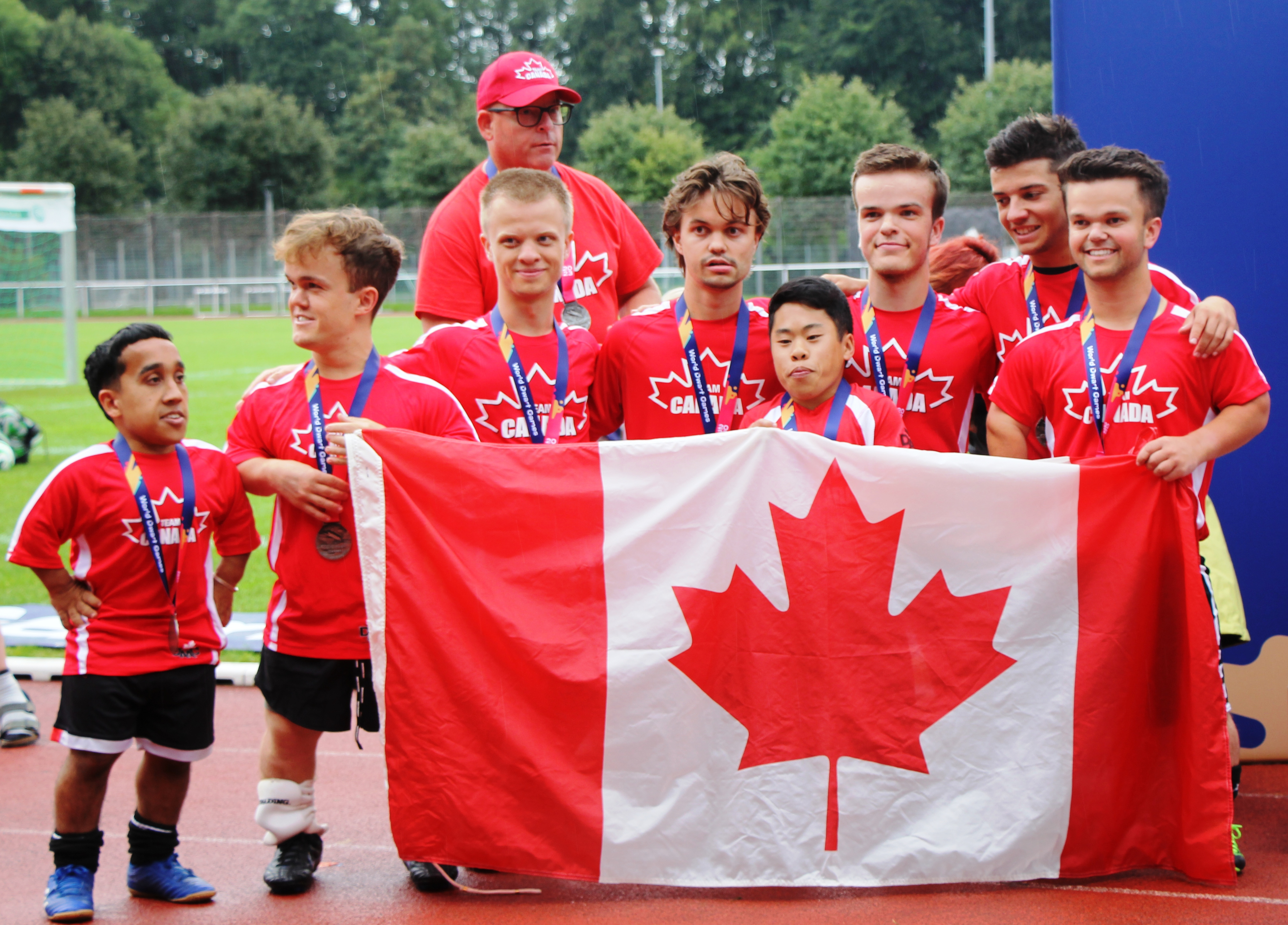
فريق كندا في كولونيا (2023)
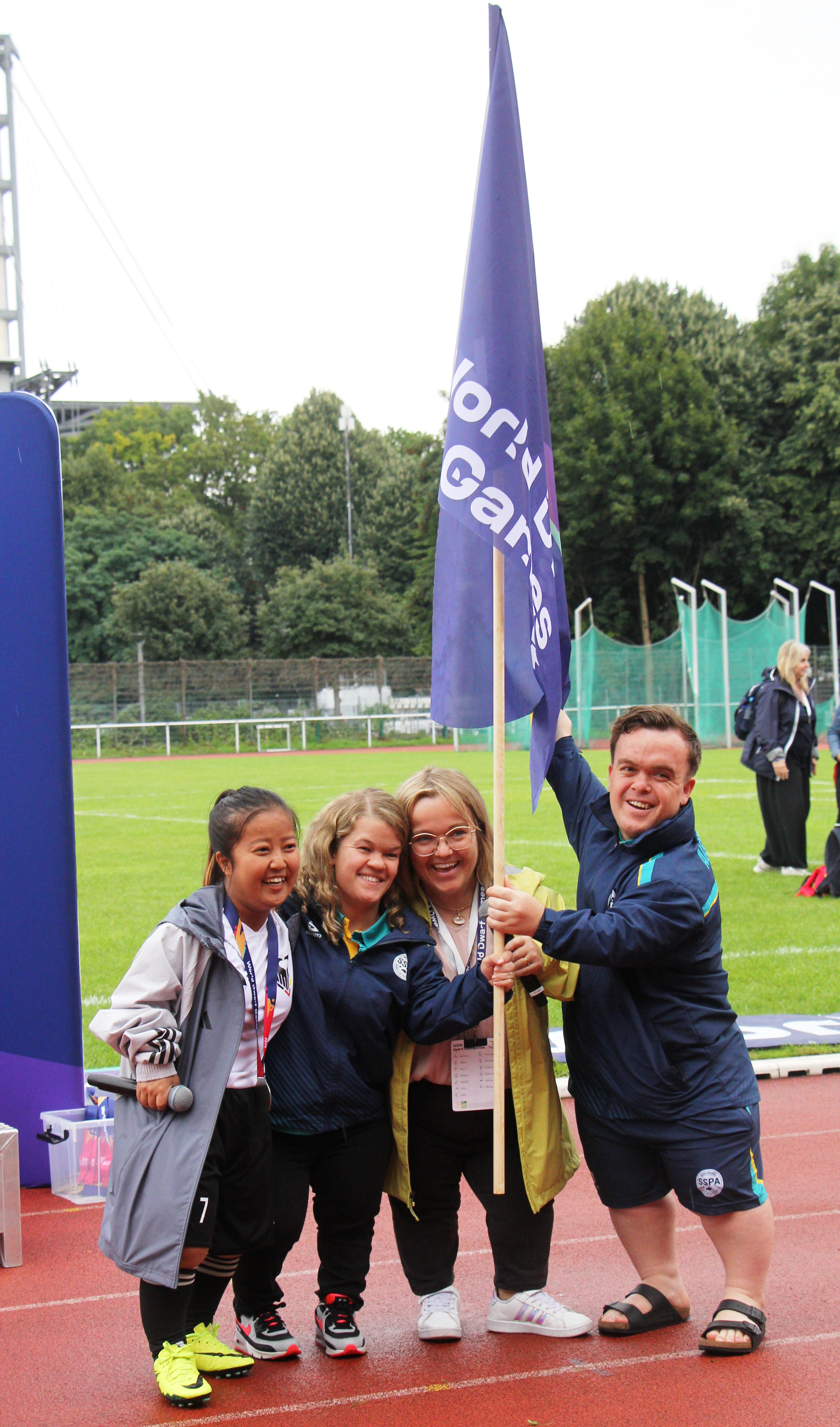
تسليم علم الألعاب من اللجنة المنظمة الألمانية إلى اللجنة الأسترالية (من اليسار إلى اليمين): بيك كيمويل، سامانثا ليلي، باتريشيا كارل-إينيج، مايكل سبين. (2023)
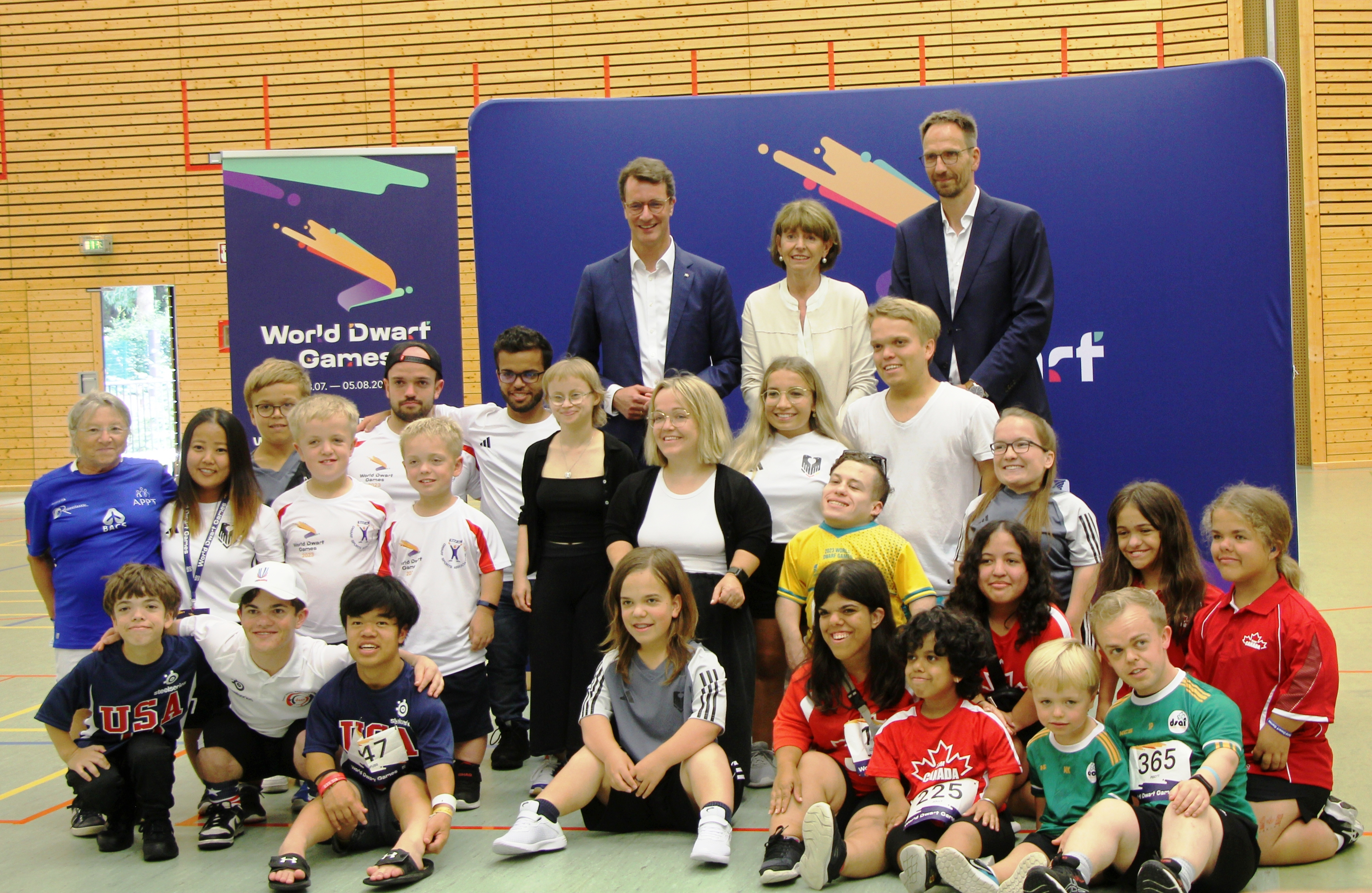
مجموعة مختارة من المشاركين، مع هندريك فوست، هنرييته ريكر، والبروفيسور توماس أبيل. (2023)
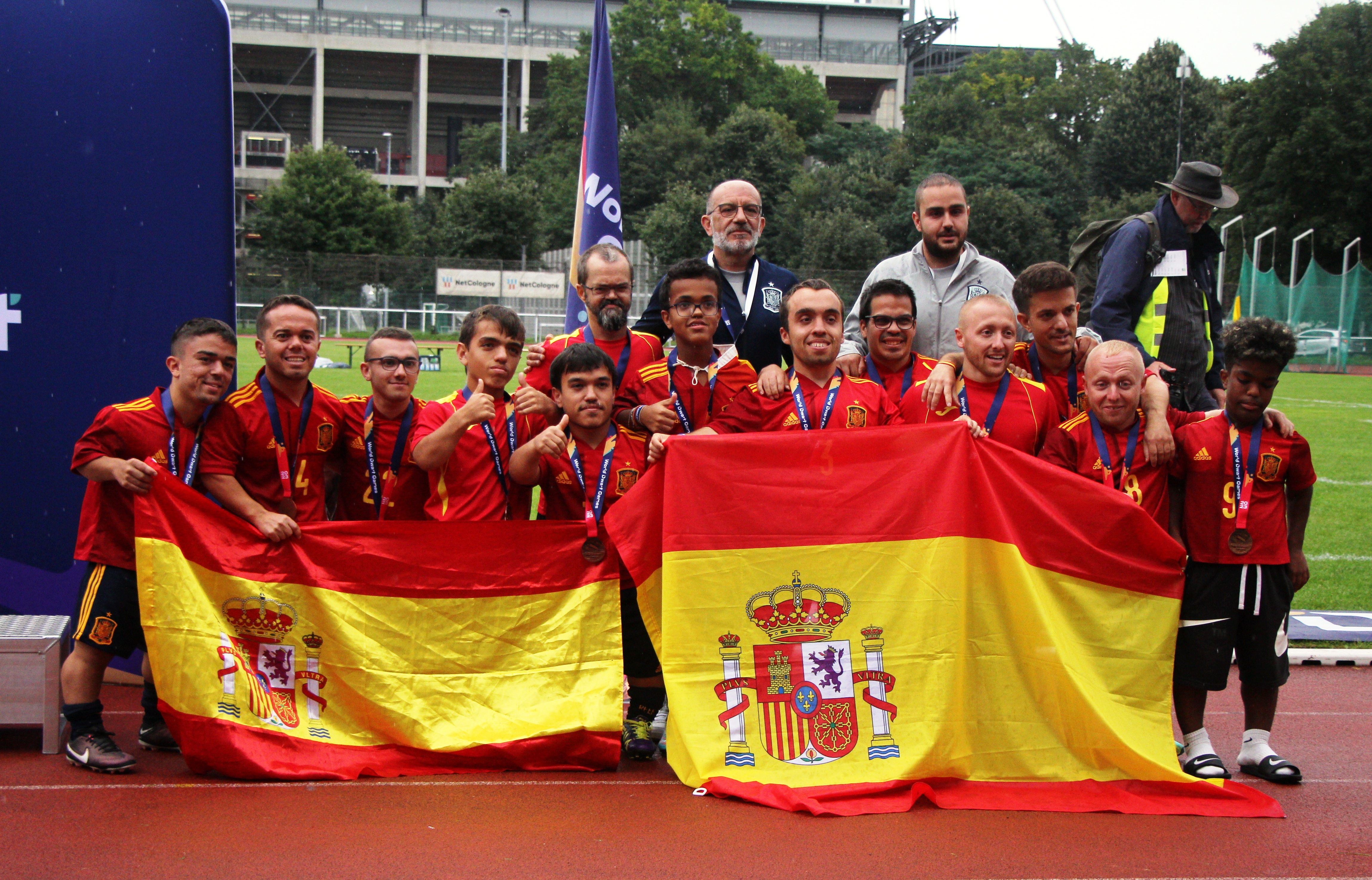
فريق إسبانيا في كولونيا (2023)
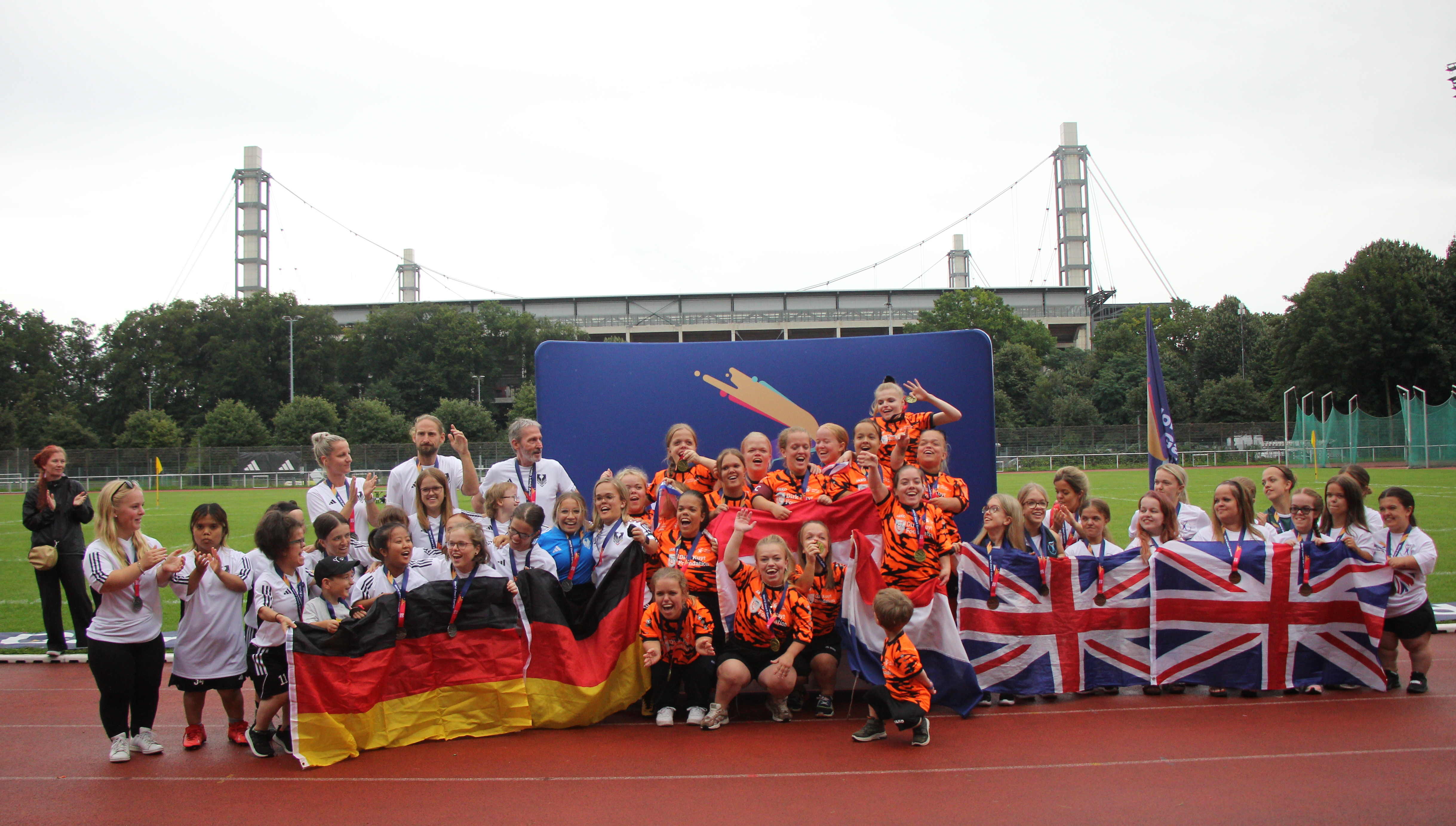
كرة القدم للسيدات، المراكز الثلاثة الأولى: ألمانيا، هولندا، المملكة المتحدة. (2023)

## وصلات خارجية
- ألعاب القزامة العالمية 2013
- ألعاب القزامة العالمية 2017
- ألعاب القزامة العالمية 2023